# Taiki Yamada
Taiki Yamada (山田 大樹 Yamada Taiki?), född 8 januari 2002 i Chiba prefektur, är en japansk fotbollsspelare.
Yamada började sin karriär 2020 i Kashima Antlers.